# Austinixa
Austinixa is een geslacht van kreeftachtigen uit de klasse van de Malacostraca (hogere kreeftachtigen).

## Soorten
- Austinixa aidae (Righi, 1967)
- Austinixa behreae (Manning & Felder, 1989)
- Austinixa bragantina Coelho, 2005
- Austinixa chacei (Wass, 1955)
- Austinixa cristata (Rathbun, 1900)
- Austinixa felipensis (Glassell, 1935)
- Austinixa gorei (Manning & Felder, 1989)
- Austinixa hardyi Heard & Manning, 1997
- Austinixa leptodactyla (Coelho, 1997)
- Austinixa patagoniensis (Rathbun, 1918)